# أيوب عزي
أيوب عزي (من مواليد 14 سبتمبر 1989 في ورقلة)، لاعب كرة قدم جزائري. يلعب في المقام الأول كقلب دفاع ولكنه لعب أيضًا كظهير أيمن.

## مسيرته الرياضية
- في صيف 2014، انضم إلى مولودية الجزائر ووقع عقدا لمدة عامين مع النادي.
- في 31 يوليو 2023، انضم إلى نادي النجمة السعودي.

## ألقاب
مولودية الجزائر
- كأس السوبر الجزائري: 2014

## روابط خارجية
- أيوب عزي profile at DZFoot.com (بالفرنسية)
- أيوب عزي على موقع قاعدة بيانات كرة القدم.إي يو (الإنجليزية)
- أيوب عزي على موقع Soccerway.com (الإنجليزية)